# Rupert Stadler
Rupert Stadler, född 17 mars 1963 i Titting i Bayern i Tyskland, är en tysk ekonom. 
Rupert Stadler växte upp i en bondefamilj i byn Wachenzell i Landkreis Eichstätt i Bayern. Han utbildade sig i företagsekonomi vid Hochschule für angewandte Wissenschaften Augsburg i Augsburg, med examen i företagsstyrning och finansiering. 
Efter examen började han arbeta inom Philips Kommunikation Industrie AG i Nürnberg.
Rupert Stadler började vid 27 års ålder arbeta på Audi AG 1990 som controller för försäljning och marknadsföring. År 1997 blev han Ferdinand Piechs högra hand. Han har därefter fram till 2018 haft ett stort antal höga positioner inom Volkswagenkoncernen. Han blev styrelseledamot i Audi 2003 och i Volkswagenkoncernen 2010. Han blev också verkställande direktör för Audi 2010, samtidigt som han blev ordförande i Audis styrelse.

## Beröring med Dieselgate
Utsläppsskandalen inom Volkswagenkoncernen, som briserade i september 2015, anses har sitt ursprung inom Audi.
Med en så kallad "administrativ order" utfärdade delstatsåklagarna i München i oktober 2018 ett bötesföreläggande mot företaget Audi AG på motsvarande 8,26 miljarder kronor (900 miljoner euro) för brott mot utsläppskraven beträffande kvävedioxidutsläpp från V6- och V8-dieselmotorer från företaget. Audi meddelade att företaget inte avser att överklaga beslutet.
Rupert Stadler häktades i juni 2018 för misstänkt medverkan i att dölja fusket med utsläpp av kväveoxider, och suspenderades i samband med detta av Audi tills vidare från sin vd-befattning. Han avgick i början av oktober 2018 från denna post, liksom från sina poster i Audis och Volkswagen, den 2 oktober.  Rupert Stadler släpptes ur häktet, efter 144 dagar, senare i oktober. Om åtal kommer att väckas mot Stadler är (per 1 november 2018) ej känt.